# Nobiltà maltese
La nobiltà maltese si era formata essenzialmente con i titoli nobiliari riconosciuti ai maltesi dal governo inglese o non riconosciuti dalla Commissione Reale, o da coloro che potevano vantare titoli di rilevanza storica. La nobiltà maltese iniziò con il primo dominio arabo e poi normanno sull'isola. La nobiltà maltese, inoltre, includeva coloro che si erano insediati a Malta da altre parti d'Europa e principalmente migrandovi dalla Sicilia; tutti comunque potevano vantare antichi diritti. Una profonda connessione legava l'aristocrazia con quella bizantina, normanna, aragonese, ottomana e capetingia. Quando lo zar Paolo I di Russia divenne Gran Maestro dell'Ordine di Malta, chiese ai maltesi di rimanere al suo servizio, nominando egli stesso nuovi gruppi di nobili titolati dal governo russo. I discendenti della nobiltà maltese in Russia rimasero sino alla caduta dell'Impero russo nel 1918.
I titoli si dividevano in quelli classici europei di:
- Principe
- Duca
- Marchese
- Conte
- Barone
- Cavaliere ereditario
- Patrizio

## Titoli nobiliari riconosciuti dal governo inglese
- Principi di Assereto di Serravalle (creati nel 1531) Cavalieri di Malta
- Baroni di Djar il-Bniet (creati nel 1350) Regno di Sicilia.
- Baroni di Bucana (Cr: 1372) Regno di Sicilia.
- Baroni di Castel Cicciano (creati nel 1560) Regno di Spagna e Sicilia.
- Baroni di Ghariexem e Tabia (creati nel 1638) Cavalieri di Malta.
- Baroni di Gomerino (creati nel 1710) Cavalieri di Malta.
- Baroni di Budacco (creati nel 1716) Cavalieri di Malta.
- Marchesi di San Vincenzo Ferreri (creati nel 1716) Regno di Spagna e delle Due Sicilie.
- Conti Preziosi (creati nel 1718) Regno delle Due Sicilie e Ducato di Savoia.
- Conti Ciantar-Paleologo (creati nel 1711) Stato Pontificio.
- Baroni di San Marciano (creati nel 1726) Cavalieri di Malta
- Baroni di Tabria (creati nel 1728) Cavalieri di Malta.
- Baroni di Colea (creati nel 1737) Cavalieri di Malta.
- Baroni di Benuarrat (creati nel 1737) Cavalieri di Malta.
- Marchesi di Piro (creati nel 1742) Regno delle Due Sicilie e Spagna.
- Conti di Bahria (creati nel 1743) Cavalieri di Malta.
- Conti di Catena (creati nel 1745) Cavalieri di Malta.
- Marchesi Testaferrata-Olivier (creati nel 1745) Cavalieri di Malta.
- Marchesi Cassar-Desain (creati nel 1749) Cavalieri di Malta.
- Conti Fournier (creati nel 1770) Sacro Romano Impero e Granducato di Toscana.
- Conti Sant (creati nel 1770) Sacro Romano Impero, Granducato di Toscana, Stato Pontificio (1769).
- Conti di Mont'Alto (creati nel 1776) Ducato di Parma.
- Baroni di San Giovanni (creati nel 1777) Regno delle Due Sicilie.
- Baroni di Buleben (creati nel 1777) Cavalieri di Malta.
- Marchesi di San Giorgio (creati nel 1778) Cavalieri di Malta.
- Conti di Beberrua (creati nel 1783) Cavalieri di Malta.
- Marchesi di Fiddien (creati nel 1785) Cavalieri di Malta.
- Marchesi di Taflia (creati nel 1790) Cavalieri di Malta.
- Conti di Ghajn Tuffieha (creati nel 1792) Cavalieri di Malta.
- Marchesi di Gnien is-Sultan (creati nel 1792) Cavalieri di Malta.
- Baroni di Grua (creati nel 1794) Cavalieri di Malta.
- Conti di Senia (creati nel 1795) Cavalieri di Malta.
- Marchese di Ghajn Qajjed (creati nel 1796) Cavalieri di Malta.

## Titoli nobiliari non riconosciuti dal governo inglese
- Principi di Selimbria, (Grecia e Sacro Romano Impero)
- Principi di Mistrà, (Grecia e Sacro Romano Impero)
- Principi di Sayd, (Sacro Romano Impero ed Impero Ottomano)
- Principi di Bibino Magno, (Sicilia)
- Costanzo, Duchi di Paganica, 1758 (Napoli)
- Mattei, Duchi di Mondello, 1796 (Napoli)
- Marchese Buttigieg de Piro, (Spagna)
- Marchesi Drago e Baronia Feudale di Gabella della Scannutura, (Sicilia)
- Marchesi Mattei, (Stato Pontificio)
- Marchesi Scicluna, (Stato Pontificio)
- Marchesi Testaferrata, (Spagna e Regno delle Due Sicilie)
- Conti dell'Impero Bizantino Vassallo-Paleologo, (Grecia)
- Conti Bernard, (Stato Pontificio)
- Conti Ciantar, (Nota: di creazione francese)
- Conti di Cassandola, (Sicilia)
- Conti Gauci, (Grecia e Italia)
- Conti Vella-Clary, (Stato Pontificio)
- Conti di Santa Sofia, (Francia)
- Conti di San Paolino d'Aquilejo, (Sicilia)
- Conti Tagliaferro, 1892 (Stato Pontificio)
- Conti von Zimmermann, (Francia e Sacro Romano Impero)
- Baroni von Brockdorff, (Sacro Romano Impero)
- Baroni di Calaforno e Tummarello, (Sicilia)
- Tufigno, Baroni Rumasuglia, (Sicilia)
- Vassallo, Baroni di Ghajn Rihani
- Baroni di Montagna di Marzo, (Sicilia)
- Baroni di San Paolino, (Sicilia)
- Baroni de Pausier, (Toscana)
- Baroni di Bauvso, (Sicilia)
- Baroni di Baccari, (Sicilia)
- Baroni di Frigenuini, (Malta)
- Signori di Mugiarro, (Malta/Sicilia)

## Titoli di famiglie nobili maltesi
- de Bordino, Signori dei Barberi, 1395
- Gatto, Baroni di Djar-il-Bniet 1350, Bucana e Budacco, Conti di Beberrua 1465, Baroni di Benuarrat 1737
- Inguanez, Baroni di Hemsija
- Landolina de Noto, Baroni di Tabria
- Pignatelli, Baroni di Marsa
- Pace, Baroni di Colea
- Asti, Baroni di Maccalibim, 1402
- Vargiu, Signori di Sassari 1430, Principi di Assereto di Serravalle, Baroni di Marsa 1531, Marchesi di Cravasco 1776
- Attardo, Baroni di Ginelfare, Migulup e Saggajja, 1361
- Bava, Baroni di Bucana, Djar-il-Bniet e Hemsija
- Calava, Signori "Baroni" di Ghajn Qajjed, 1531
- Montagna, Baroni di la Recona, 1531
- Maldonato, Baroni di Pietro Lunga
- Cilia, Baroni di Budacco
- Castelletti, Baroni di Marsa, 1725
- Dorell Falzon, Baroni di Marsa, 1776
- Azopardi, Baroni di Marsa, 1753
- Cuzkeri, Baroni di Frigenuini, 1375
- Pisani, Baroni di Frigenuini, 1773
- Moscati, Marchesi di Xrobb-il-Ghajn, 1776
- Gauci, Baroni Gauci, 1781
- Mompalao, Marchesi di Taflia, 1783
- Calleja, Baroni di San Cosimo, 1792
- Barbaro-Santi, 1793
- Fenech Bonici, Conti, 1748
- Messina, Conti, poi Marchesi, 1864
- Apap Testaferrata, Marchesi, 1889
- Passalacqua, Baroni di Budacco, 1646
- d'Armenia-Baroni di Baccara e Benuarrat
- Aragona e d'Avola, Baroni e Conti in Malta
- Carafa, Baroni di Marsa, 1430
- Carretto, Baroni di Rayara, Salamuni e Tabria, 1408
- Falsone, Baroni, 1399,1493.
- Fiteni, Baroni di Budacco
- Gomez, Baroni di It Scardio e Scajscach, 1374
- Grungo, Baroni di Pietra Lunga, 1513 e Jardum Grandi, 1510.
- Gueraldi, Baroni di Tabria, 1446
- Guevara, Baroni di Gnien il-Firen, Ghajn Tuffieha, Qattara, 1446 e Baroni di Marsa, 1452.
- Abela, Baroni di Pietra Lunga
- Imbroglio, Baroni di Chabeville, Chamine e Duemes, 1372
- Lavagna, Baroni, 1373
- Leuimo, Baroni, 1416
- Mileto, Baroni di Ghajn Astasi, 1372
- Monbron, Baroni, 1514
- Nava, Baroni di Marsa, 1465, Benuarrat, 1472.
- Navarro, Baroni, 1413
- Osa, Baroni di San Cosimo, 1364, Ghariexem e Tabia, 1372, Bucana, 1376, Djar-il-Bniet, 1376.
- Perera, Baroni di La Guardia, 1448
- Perollo, Baroni di Beberrua, 1465, Buleben, 1465, Buonochale, 1465, San Martino, 1466 e Gomerino, 1481.
- Perregrino, Baroni di Baccari, 1347, Ghajn Ofen, 1361, Benuarrat, 1361,
- Cabelville, 1361, Jardine di lo Re, 1361, La Chase, 1361, Viridarium Magnum, 1361 e La Zacuni, 1372.
- Ragusa, Baroni di Gomerino, 1318
- Santa Filippo, Baroni di Antulinu e Galca, 1372
- Santa Sofia, Baroni di Dechandum, Ghajn Tuffieha, Bajjada, Cabesville, Nechalcadetrin, Rifutu, Sintina, Gomerino 1372, e Mayaliel, 1408.
- Sardo, Baroni di Pietra Lunga, 1417
- Solinella, Baroni di Gomerino,
- Stugnica, Baroni di Saggajja, 1506, Frigenuini, 1513.
- Taranto, Baroni Pietra Lunga, 1408
- Tarsia, Baroni, 1413.
- Torres, Baroni di Fiddien, 15.
- Unginat, Baroni di Nigret, 1398
- d'Amedeo, Baroni di Pietra Longa, 1371.
- Vaccaro, Baroni di Benuarrat, 1398, Colea, 1400
- Xiberras, Baroni, 1520.
- Zavallos, Baroni di Milecha del Zoncol, 1509.
- Caxaro, Baroni, 1409.
- Bernardo, Baroni di Majmuni-1398
- Blundio, Baroni di Tabria-1416
- Bocchio, Baroni di Grua-1372
- Catalanu, Baroni di San Cosmo-1364.
- di Bontempu, Baroni, 1398.
- Fanato, Baroni di Musebi-1372
- La Barba, Baroni di Tabria, Budacco.
- Pluscaso, Baroni di Maccalibim-1468.
- Rapa, Baroni
- Marchesi Bugeja (Stato Pontificio)
- Bianchi, Conti (Stato Pontificio e Cavalieri di Malta)
- Camilleri, Conti (Stato Pontificio)
- Magro, Conte, 1730, (Stato Pontificio).
- Macrì o Magrì, Conti (Stato Pontificio)
- Meimun, Conti (Cavalieri di Malta)
- Tabone-Barbara, Conti (Stato Pontificio)
- Cumbo, Baroni di Musta (Spagna/Malta/Sicilia)